# 斜紋大棘魚
斜紋大棘魚為輻鰭魚綱鱸形目鱸亞目石首魚科的其中一種，分布印度恆河流域，體長可達152公分，棲息在河口、溪流，可做為食用魚。